# Schlacht bei Lomas Valentinas
1. Phase: Paraguays Offensiven gegen Brasilien und Argentinien (1864–1865)

Mato-Grosso-Feldzug – Corrientes – Riachuelo – Yatay – Uruguayana
2. Phase: Alliierte Gegenoffensive und Stellungskrieg vor Humaitá (1866–1867)

Itapirú – Estero Bellaco – Tuyutí I – Yataytí Corá – Boquerón – Sauce – Curuzú – Curupaytí
3. Phase: Wiederaufnahme der alliierten Offensive und Eroberung des Kernlandes Paraguays (1867–1868)

Tuyutí II – Humaitá – Ytororó – Avahy – Itá Ivaté
4. Phase: Schlussoffensive der Alliierten und totale Niederlage Paraguays (1869–1870)

Piribebuy – Acosta Ñu – Cerro Corá

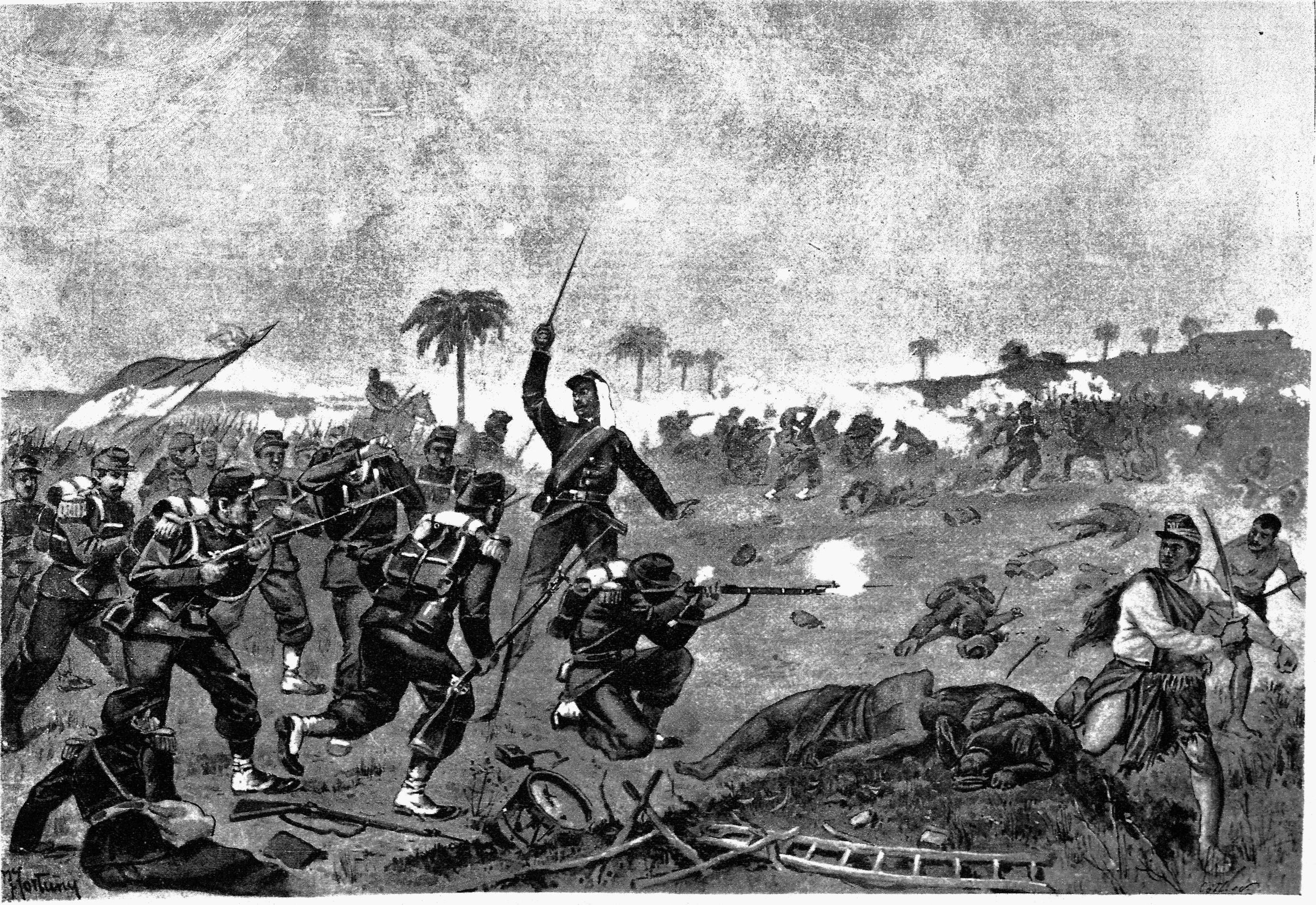
Argentinische Infanterie bei Lomas Valentinas.

Die Schlacht bei Lomas Valentinas (auch bekannt als Schlacht von Itá Ivaté) fand im Departamento Central, Paraguay, vom 21. bis zum 27. Dezember 1868 statt. Die Armee Paraquays wurde dabei vom damaligen Präsidenten Francisco Solano López in den Kampf geführt. Diese wurde in der Schlacht schwer geschlagen. López konnte jedoch fliehen.

## Schlacht
Luís Alves de Lima e Silva, Herzog von Caxias, war am Morgen des 21. Dezembers bereit, gegen die Stellungen der Armee Paraguays zu marschieren. Eine Infanterieeinheit unter General Jose Luis Mena Barreto attackierte die westlichen Verteidigungsanlagen bei Ita Ybate, eine andere Infanterieeinheit unter General Jacinto Machado de Bittencourt griff die nördlichen Verteidigungsstellungen bei Loma Acosta an, wo auch der Hügel Cumbarity lag. Die Kavallerie unter General Andrade Neves leistete Unterstützung dabei. Der Hügel konnte bis zum Sonnenuntergang eingenommen werden.:95–96
Tags darauf konnten Truppen aus Argentinien und Uruguay die Stadt Lomas Auxilio erreichen. Der Herzog von Caxias reorganisierte daraufhin seine Armee, um schließlich am Weihnachtstag des Jahres 1868 die Kapitulation López’ zu fordern. Dieser lehnte jedoch ab. Die Tripel-Allianz griff daraufhin die paraguayischen Stellungen erneut an. Die Verteidigung Paraguays brach letztendlich am 27. Dezember vollständig zusammen.:97–98

## Nach der Schlacht
López konnte, begleitet von den Generälen Francisco Isidoro Resquin und Bernardino Caballero, entkommen. Die Acavera-Kavallerie eskortierte sie dabei und der Krieg ging noch knapp mehr als ein Jahr weiter.:98